# Liste von auf dem Jedleseer Friedhof bestatteten Persönlichkeiten
Die Liste von auf dem Jedleseer Friedhof bestatteten Persönlichkeiten enthält die bestehenden oder ehemaligen Grabstellen bekannter Persönlichkeiten auf dem Jedleseer Friedhof im 21. Wiener Gemeindebezirk Floridsdorf.

## Grabstellen
| Name                 | Geb. | Gest. | Angaben zur Person (und ggf. zur Grabstelle) | Lage und Geokoordinaten | Status                        | Bild |
| -------------------- | ---- | ----- | -------------------------------------------- | ----------------------- | ----------------------------- | ---- |
| Erwin Christmann     | 1929 | 2000  | Musiker und Komponist                        | Gr. 17, R. 1, Nr. 1     |                               |      |
| Franz Christmann     | 1934 | 1998  | Musiker, Heurigenkabarettist                 | Gr. 17, R. 2, Nr. 7     |                               |      |
| Erich Habitzl        | 1923 | 2007  | Fußballspieler                               | Gr. 13, R. 1, Nr. 14    |                               |      |
| Ceija Stojka         | 1933 | 2013  | Schriftstellerin und Künstlerin              | Gr. 13, R. 2, Nr. 10    |                               |      |
| Peter Kolbert        | 1954 | 2000  | Schlagzeuger                                 | Gr. 14, R. 4, Nr. 10    |                               |      |
| Friedrich Kuchar     | 1940 | 2004  | Politiker                                    | Gr. 23, R. 5, Nr. 30    |                               |      |
| Franz Massak         | 1933 | 1999  | Militärkapellmeister und Komponist           | Gr. 9, R. 12, Nr. 16    |                               |      |
| Karl Meiringer       | 1912 | 1934  | Infanterist, Deutschmeister                  | Gr. 10, R. 1, Nr. 1     | Ehrenhalber in Obhut genommen |      |
| Helmuth Misak        | 1932 | 2008  | Fernsehkoch                                  | Gr. 31, Nr. 46          |                               |      |
| Johann Nack-Meyroser | 1894 | 1976  | Schriftsteller                               | Gr. 18, Nr. 89          | Ehrenhalber in Obhut genommen |      |
| Harald Schweiger     | 1927 | 2009  | Zoologe                                      | Gr. 7, R. 1, Nr. 10     |                               |      |
| Anna Vavak           | 1913 | 1959  | Widerstandskämpferin                         | Gr. 2, R. 6, Nr. 20     |                               |      |
| Josef Wakovsky       | 1900 | 1959  | Komponist                                    | Gr. 23, R. 3, Nr. 8     |                               |      |

## Legende
Die Tabelle enthält im Einzelnen folgende Informationen:
| Name:                                         | Name der bestatteten Persönlichkeit. |
| Geb.:                                         | Geburtsjahr der bestatteten Persönlichkeit. |
| Gest.:                                        | Sterbejahr der bestatteten Persönlichkeit. |
| Angaben zur Person (und ggf. zur Grabstelle): | Kurze Angaben zum Beruf bzw. den herausragenden Leistungen der bestatteten Persönlichkeit. Etwaige Informationen zur Grabstelle (z. B. Umbettung, Gestaltung des Grabsteins durch einen Künstler, weitere an dieser Stelle beerdigte Persönlichkeiten) sind in kursiver Schrift gesetzt. |
| Lage und Geokoordinaten:                      | Lage der Grabstelle auf dem Friedhof. Verwendete Abkürzungen sind Abt. für Abteilung, Gr. für Gruppe, R. für Reihe, Rg. für Ring und Nr. für Nummer. Die Position der Grabstelle anhand von Geokoordinaten kann auf einer interaktiven Karte (♁) oder mit einer Auswahl an Geodiensten (⊙) angezeigt werden. |
| Status:                                       | Es werden folgende Status unterschieden: - Ehrenhalber gewidmet und Ehrenhalber in Obhut genommen: Von der Stadt Wien gewidmete Grabstellen. - Aufgelassen: Aufgelassene Gräber. Bei den übrigen Grabstellen ist als <!--unsichtbarer Kommentar--> eine Angabe zur Dauer des Grabnutzungsrechtes (Stand: Zeitpunkt der Erstellung/Änderung des jeweiligen Listeneintrags) eingebunden. Diese Angaben enthalten keine Aussagekraft bezüglich einer etwaigen zwischenzeitlichen Verlängerung des Nutzungsrechtes bzw. über die Auflassung oder Nichtauflassung einer Grabstelle mit abgelaufenem Nutzungsrecht. |
| Bild:                                         | Fotografie der Grabstelle. Klicken des Fotos erzeugt eine vergrößerte Ansicht. |

Die Tabelle ist alphabetisch nach dem Nachnamen der Persönlichkeit sortiert. Durch Klicken auf Name, Geb., Gest., Lage oder Status in der Tabellenüberschrift kann die Sortierreihenfolge geändert werden.